# LHS 475 b
LHS 475 b は、地球からはちぶんぎ座の方向に約41光年離れた位置にある赤色矮星 LHS 475 を公転している太陽系外惑星である。

## 発見
LHS 475 b は、惑星が主星の手前を通過（トランジット）する際に生じる周期的な主星の減光を捉えることで惑星を発見するトランジット法によって発見された。
LHS 475 は元々、2018年に打ち上げられたTESSによる観測で惑星の通過に由来している可能性のある減光の信号が検出されており、TESSによる観測で周囲に惑星候補が存在している可能性がある恒星をまとめたカタログである TESS object of interest (TOI) における名称が与えられており、他の観測手段などによる詳細な追加観測の対象となっていた。これにより、主星 LHS 475 は TOI-910、惑星候補には TOI-910.01 という名称で TESS object of interest に登録されていた。
その後、ジョンズ・ホプキンス大学の研究者らなどによる研究グループが、TESS object of interest に登録されていた惑星候補の中から2021年末に打ち上げられたジェイムズ・ウェッブ宇宙望遠鏡で観測を行う対象の惑星候補について検討した結果、この TOI-910.01 を選定した。そしてジェイムズ・ウェッブ宇宙望遠鏡に搭載されている近赤外線分光器 (NIRSpec) による観測を行った結果、2022年8月31日と同年9月4日に観測されたわずか合計2回の減光から、この減光が惑星の通過によるものであると明確に確認され、LHS 475 b と命名された。ジェイムズ・ウェッブ宇宙望遠鏡による独立した観測で新たな太陽系外惑星が確認されるのはこれが初めてであり、この研究結果は2023年1月11日にアメリカのシアトルで行われた第241回アメリカ天文学会の記者会見にて公開された。この発見は、居住可能な可能性のある惑星の探索、およびそれらの惑星の大気の組成を調査するのにジェイムズ・ウェッブ宇宙望遠鏡をどのように使用できるかを示すことになるものと報じられている。

## 特徴
| 地球 | LHS 475 b |
| ---- | --------- |
| 地球 | Exoplanet |

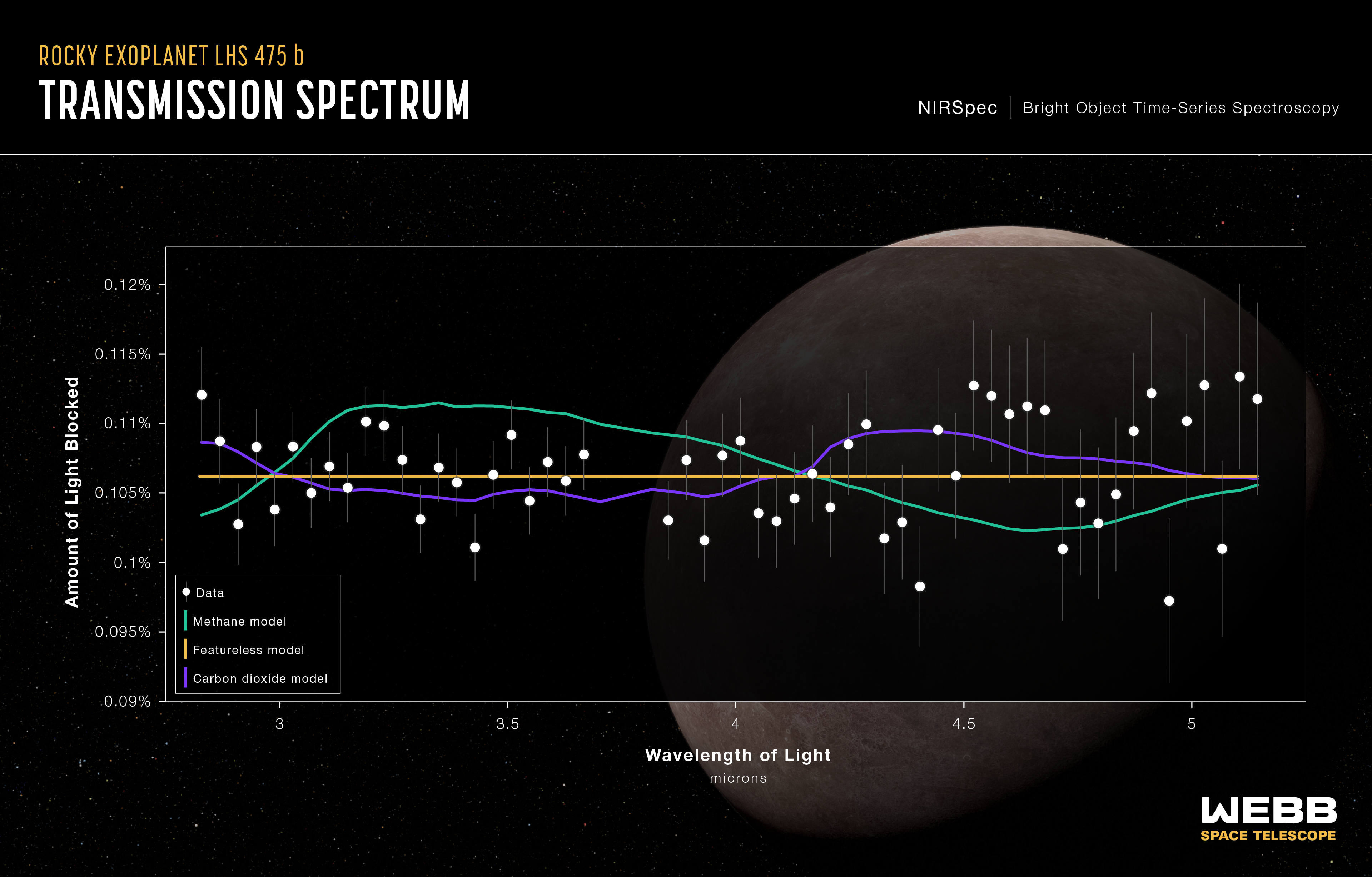
ジェイムズ・ウェッブ宇宙望遠鏡によって観測された LHS 475 b の透過スペクトルデータ。横軸は波長、縦軸は透過される主星からの光の非透過率。水平な黄線は大気がない場合、緑線は大気が全てメタンで構成されている場合、紫線は大気が全て二酸化炭素で構成されている場合を表している。

LHS 475 b は地球と同様に主に岩石などで構成されている地球型惑星であると考えられており、その半径は 6,319 km とほとんど地球（6,378 km）と一致している。質量については直接測定されていないが、他の赤色矮星を公転する地球型惑星と同様の組成を持っていると仮定すると、質量は地球の9割余り程度になると推定されている。また、2017年に公開された数値モデル「Forcaster」による惑星の質量と半径の確率的な関係性と質量予測ツールを用いた結果では、LHS 475 b の質量は地球の0.980+0.632
−0.359倍となっている。
主星から非常に近い距離をわずか2日余りという短い公転周期で公転しているが、主星が太陽と比較して暗い赤色矮星であるため、表面のボンドアルベド（反射能）を0、表面の熱の再分布が均一であるとしたときの推定される平衡温度は 586 K（313 ℃）に留まっている。一方で主星からの距離が近いため、LHS 475 b は主星から大きな潮汐力の影響を受けており、おそらく自転と公転の同期（潮汐固定）が起きていると考えられるため、永遠に主星を向けている昼側の面では表面の温度が 748 K（475 ℃）という金星に近い高温に達しているとみられる。
LHS 475 b は、主星に近い軌道を公転しているが、大気が恒星風によって消滅せずに現在もまだ残っている可能性もあると予測されている。ジェイムズ・ウェッブ宇宙望遠鏡による透過スペクトル観測では、その組成やそもそもの大気の有無ついて結論を出すほどの観測結果は得られなかったが、少なくとも土星の衛星であるタイタンのようなメタンが豊富に含まれた分厚い大気は持っていないと考えられている。研究チームは、2023年の夏の間にもスペクトルの追加観測を行うと述べている。